# Александров Сергій Михайлович
Сергій Михайлович Александров (нар. 26 лютого 1965, Бендери, Молдавська РСР) — радянський та молдовський футболіст, нападник.

## Клубна кар'єра
Вихованець ДЮСШ міста Бендери. У 17 років розпочав грати за «Чайку» з рідного міста.
Наступний сезон (1983) провів у другій союзній лізі за «Автомобіліст» (Тирасполь). У 1984 році перейшов у команду першої ліги «Ністру» (Кишинів), за яку провів 11 матчів (відзначився 1 голом) в основній команді, і 25 матчів (6 голів) — за дубль в першості дублерів.
У 1988 році грав за команду другої ліги «Торпедо» (Запоріжжя), в 1989-1991 роках — за «Тигина» (Бендери), яка за підсумками сезону 1989 року вилетіла з другої до другої нижчої ліги, а наступного року повернулася назад (зайнявши 2-е місце в 5-й республіканської зоні).
У першій половині 1992 року виступав за команду «Буджак» (Комрат) у вищій лізі Молдови. Разом з Олегом Флентею з 13 забитими м'ячами став найкращим бомбардиром першого чемпіонату країни, який тривав півроку в зв'язку з переходом на систему «осінь - весна» починаючи з сезону 1992/93.
У тому ж році виїхав до Лівану, де протягом семи років грав за команди з Бейрута: «Аль-Ансар» та «Саджес». «Аль-Ансар» в роки виступу за нього Александрова (1992-1995) ставав беззмінним чемпіоном країни.

## Кар'єра в збірній
У 1992-1998 роках виступав за збірну Молдови — 6 матчів, 5 голів (з них — у 1992 році — 5 матчів, 5 голів). У матчі проти Пакистану (5:0) 18 серпня 1992 року відзначився 4 голами.

### Голи за збірну
| Голи за збірну Сергій Александрова | Голи за збірну Сергій Александрова | Голи за збірну Сергій Александрова         | Голи за збірну Сергій Александрова | Голи за збірну Сергій Александрова | Голи за збірну Сергій Александрова | Голи за збірну Сергій Александрова                                                |
| #                                  | Дата                               | Стадіон                                    | Суперник                           | Рахунок                            | Результат                          | Змагання                                                                          |
| ---------------------------------- | ---------------------------------- | ------------------------------------------ | ---------------------------------- | ---------------------------------- | ---------------------------------- | --------------------------------------------------------------------------------- |
| 1                                  | 20 травня 1992                     | Республіканський стадіон, Кишинів, Молдова | Литва                              | 1–0                                | 1–1                                | Товариський матч                                                                  |
| 2                                  | 18 серпня 1992                     | Міжнародний стадіон, Амман, Йорданія       | Пакистан                           | 2–0                                | 5–0                                | Міжнародний турнір в Йорданії 1992 [Архівовано 19 квітня 2021 у Wayback Machine.] |
| 3                                  | 18 серпня 1992                     | Міжнародний стадіон, Амман, Йорданія       | Пакистан                           | 3–0                                | 5–0                                | Міжнародний турнір в Йорданії 1992 [Архівовано 19 квітня 2021 у Wayback Machine.] |
| 4                                  | 18 серпня 1992                     | Міжнародний стадіон, Амман, Йорданія       | Пакистан                           | 4–0                                | 5–0                                | Міжнародний турнір в Йорданії 1992 [Архівовано 19 квітня 2021 у Wayback Machine.] |
| 5                                  | 18 серпня 1992                     | Міжнародний стадіон, Амман, Йорданія       | Пакистан                           | 5–0                                | 5–0                                | Міжнародний турнір в Йорданії 1992 [Архівовано 19 квітня 2021 у Wayback Machine.] |

## Досягнення
- Чемпіонат Лівану
  -  Чемпіон (3): 1993, 1994, 1995

- Кубок Молдови
  -  Володар (1): 1992

- Національний дивізіон Молдови
  -  Бронзовий призер (1): 1992

- Кубок Лівану
  -  Володар (2): 1994, 1995

- Найкращий бомбардир чемпіонату Молдови (1): 1992 (разом з Олегом Флентею)[3][4]